# هلب
الهُلْب هو شعر صلب أو ريش (طبيعي أو اصطناعي)، إما على حيوان مثل الخنزير، أو على نبات، أو على أداة مثل الفرشاة أو المكنسة.

## روابط خارجية
- Types of Bristle Materials Used for Brushes